# Heterochroma subapicalis
Heterochroma subapicalis är en fjärilsart som beskrevs av Walker 1865. Heterochroma subapicalis ingår i släktet Heterochroma och familjen nattflyn. Inga underarter finns listade i Catalogue of Life.